# Tony Bennett
Tony Bennett, rodným jménem Anthony Dominick Benedetto, (3. srpna 1926 New York – 21. července 2023) byl americký zpěvák a malíř.
Za svou kariéru vydal více než padesát studiových alb, převážně pro vydavatelství Columbia Records. Za svou kariéru získal celkem šestnáct cen Grammy a jednu za celoživotní přínos. Získal také cenu Emmy, měl hvězdu na Hollywoodském chodníku slávy, v roce 1995 získal od Národní akademie hudebního umění a věd cenu MusiCares Person of the Year, za přínos jazzu byl v roce 2006 oceněn NEA Jazz Masters a má čestný titul z několika universit, včetně Univerzity George Washingtona, Juilliard School a Berklee College of Music.
V roce 2006 vydal album Duets: An American Classic složené z duetů; spolu s ním zde zpívají například Bono, Paul McCartney nebo Elton John. V roce 2011 následovalo Duets II, kde s ním zpíval vedle jiných Mariah Carey, Amy Winehouse, Aretha Franklinová nebo Lady Gaga. V následujícím roce vydal Viva Duets, kde se setkal například s Christinou Aguilerou, Thalíou nebo zpěvákem Chayannem.
V září 2014 vystoupil v Praze v Kongresovém centru.
V říjnu 2014 vydal s Lady Gaga album Cheek to Cheek, které obsahuje 15 písní z Great American Songbook.